# Meliosma caldasii
Meliosma caldasii är en tvåhjärtbladig växtart som beskrevs av J.M. Idrobo. Meliosma caldasii ingår i släktet Meliosma och familjen Sabiaceae. Inga underarter finns listade.